# オルニチンラセマーゼ
オルニチンエピメラーゼ(Ornithine racemase、EC 5.1.1.12)は、以下の化学反応を触媒する酵素である。
オルニチン {\displaystyle \rightleftharpoons } オルニチン
従って、この酵素の基質はL-オルニチンのみ、生成物はD-オルニチンのみである。
この酵素は、異性化酵素、特にアミノ酸やその誘導体に作用するラセマーゼやエピメラーゼに分類される。D-アルギニンとD-オルニチンの代謝に関与している。